# Franz Moßhammer
Franz Moßhammer (Lubiana, 12 agosto 1882 – Bischofshofen, 14 dicembre 1964) è stato un politico austriaco.

## Biografia
Moßhammer entrò nel consiglio comunale di Bischofshofen nel 1912 e otto anni più tardi ne divenne il sindaco, carica che conservò per quattordici anni.
Nel 1927 venne eletto al Nationalrat, venendo poi confermato nel 1930, in quelle che saranno le ultime elezioni prima della guerra civile austriaca e del conseguente scioglimento del Partito Socialdemocratico. Tra il 1934 e il termine della seconda guerra mondiale fu più volte incarcerato.
Nel 1945 fu nuovamente eletto sindaco di Bischofshofen (ricoprì la carica per altri quattordici anni, fino al 1959) e contemporaneamente, a partire dal 19 dicembre 1945 e fino al 1953, fu anche membro del Bundesrat, di cui fu nominato vicepresidente nel primo semestre.